# 5278 Поллі
5278 Поллі (5278 Polly) — астероїд головного поясу, відкритий 12 березня 1988 року.
Тіссеранів параметр щодо Юпітера — 3,643.